# AMRO-toernooi
Het AMRO-toernooi was een schaaktoernooi in Amsterdam. Het toernooi werd voor het eerst gehouden in 1967 (toen nog onder de naam VASCA-toernooi). In totaal zijn er vier edities georganiseerd, waarvan Kick Langeweg er drie won.

## Geschiedenis

### 1967: Eerste VASCA-toernooi
Het eerste VASCA-toernooi werd in 1967 gehouden. De Amsterdamse schaakverenigingen VAS en ASC hadden dat jaar voor hun speelavonden gezamenlijk onderdak gevonden bij het Felix Meritis. Ter ere van die verhuizing werd een open toernooi georganiseerd. Er werd gespeeld op twaalf achtereenvolgende vrijdagavonden in de maanden september t/m december volgens het Zwitserse systeem. De naam VASCA is een samenvoeging van VAS en ASC, waarbij de toevoeging "A" voor Amsterdam staat.
Hans Ree won het toernooi en de daarbij behorende geldprijs van 1.000 gulden, wat een vrij fors bedrag was voor die tijd. Tweede werd Kick Langeweg, gevolgd door Theo van Scheltinga en John van der Berg.

### 1968/69: Tweede editie

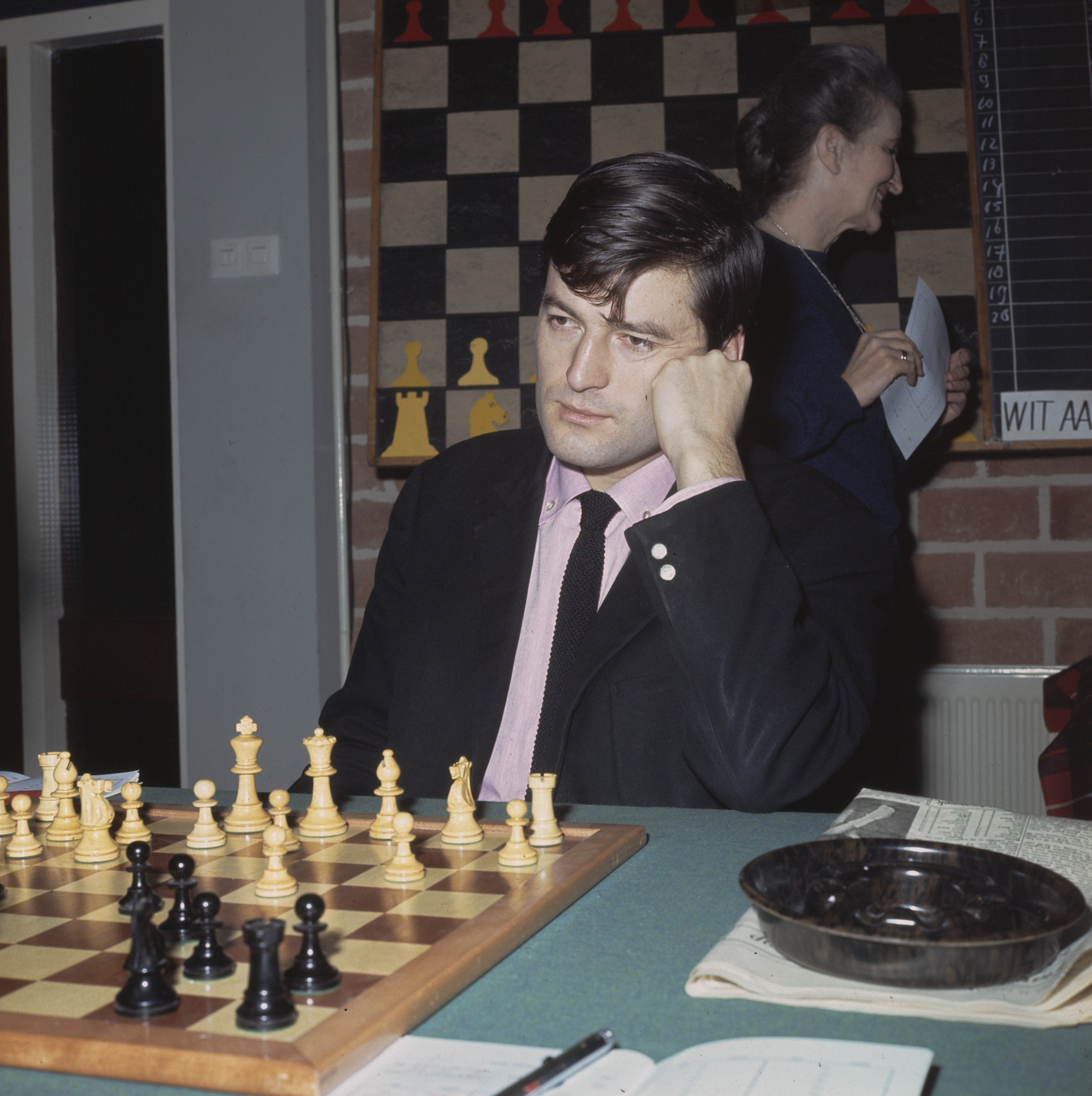
Kick Langeweg, drievoudige winnaar van het AMRO-toernooi

Bij de tweede editie wist de organisatie een sponsor aan te trekken: De AMRO bank. De locatie en opzet van het toernooi bleef grofweg hetzelfde, hoewel de data werden verschoven naar half november 1968 t/m februari 1969. Er waren drie verschillende groepen.
Deze editie werd gewonnen door Kick Langeweg, gevolgd door Theo van Scheltinga, Nicolaas Cortlever, Lex Jongsma, Wiebe Lenstra, Hans Ree en Coen Zuidema. Met zijn overwinning won Langeweg 1.100 gulden opstreek.

### 1969: Derde editie
De derde editie werd wederom op naam geschreven Kick Langeweg. Zijn prijs was 1.000 gulden. Tweede en derde werden Nicolaas Cortlever en Coen Zuidema.

### 1970: Vierde editie
Ook de vierde editie werd een prooi voor Langeweg. Hij scoorde 11 punten uit 12 partijen. Zijn prijs was 1.000 gulden.  John van der Berg en Bert Enklaar eindigden als tweede en derde.
Na de vierde editie verdween het toernooi.

## Overzicht winnaars
| # | Jaar    | Winnaar       |
| - | ------- | ------------- |
| 1 | 1967    | Hans Ree      |
| 2 | 1968/69 | Kick Langeweg |
| 3 | 1969    | Kick Langeweg |
| 4 | 1970    | Kick Langeweg |